# Кончар, Раде (1942)
Раде Кончар-младший (серб. Раде Кончар / Rade Končar; 4 марта 1942, Загреб — 1 ноября 1989, Белград) — югославский хорватский политический деятель, общественно-политический работник Социалистической Сербии.

## Биография
Родился 4 марта 1942 года в Загребе. Родители: Раде и Драгица Кончар, народные герои Югославии. Отец расстрелян 22 мая в Шибенике, мать разбилась насмерть 21 августа в Загребе (сброшена усташами с высоты). Воспитывался в семье друзей своей матери. Окончил юридический факультет Загребского университета. Член Союза коммунистов Югославии с 1958 года. В Югославской народной армии служил с 1960 по 1963 годы в военно-морском флоте на одном из кораблей в Риеке.
Занимал следующие должности:
- Председатель комитета Союза молодёжи в общине Нови-Белград
- Председатель комитета Союза коммунистов Югославии в общине Нови-Белград (дважды избирался)
- Член Нови-Белградского горкома СКЮ
- Депутат скупщины общины Нови-Белград
- Депутат Скупщины СР Сербия

Работал директором предприятия «Югоброд», позднее занялся адвокатской деятельностью.
Скоропостижно скончался 1 ноября 1989 года в Белграде.